# Neoscleropogon agave
Neoscleropogon agave là một loài ruồi trong họ Asilidae. Neoscleropogon agave được Walker miêu tả năm 1849.